# Wonderful Journey
Singles de Sakura Gakuin
Tabidachi no Hi ni
(15 février 2012) My Graduation Toss
(27 février 2013)
Singles par BABYMETAL
Headbanger!!
(4 juillet 2012) Ijime, Dame, Zettai
(9 janvier 2013)
Singles par Kagaku Kyumei Kiko LOGICA?
- Science Girl Silence Boy
(21 novembre 2012)
Wonderful Journey (graphié WONDERFUL JOURNEY) est le quatrième single du groupe féminin japonais Sakura Gakuin.

## Détails du single
Le single sort le 15 février 2012 ; il atteint la 23e place des classements hebdomadaires des ventes de l'Oricon et y reste classé pendant une semaine. Il est disponible en trois éditions dont une régulière (avec un CD seulement) contenant la chanson-titre et la chanson-face-B Marshmallow Iro no Kimi to et deux limitées notées A et B (avec le CD et un DVD en supplément contenant la musique vidéo de la chanson-titre (Type A) et une vidéo du groupe qui chantant la chanson face-B des éditions limitées, Song for smiling, pendant un concert au TOKYO IDOL FESTIVAL 2012).
La chanson-titre figurera sur le troisième album du groupe Sakura Gakuin 2012nendo ~My Generation~ qui sort l'année suivante, en mars 2012.
Il s'agit du premier single sans les trois membres de la 1re génération du groupe dont Ayami Mutō (la première leader), Ayaka Miyoshi et Airi Matsui, qui sont cependant les premiers membres à avoir été gradués du groupe ; ainsi qu'avec les nouvelles recrues formant la 4e génération du groupe, Saki Ōga, Yunano Notsu et Mariri Sugimoto, qui ont joint le groupe en mai 2012. 

## Formation
| 1re génération - Suzuka Nakamoto (Leader) - Marina Horiuchi - Raura Iida - Nene Sugisaki - Hinata Satō | 2e génération - Yui Mizuno - Moa Kikuchi 3e génération - Rinon Isono - Hana Taguchi | 4e génération - Saki Ōga : premier single - Yunano Notsu : premier single - Mariri Sugimoto : premier single |

## Liste des titres
Toutes les chansons sont écrites et composées par Noriko Fujimoto puis arrangées par Takahiro Iida et Fukutomi Masayuki.
| 1. | WONDERFUL JOURNEY                               |  |
| 2. | Marshmallow Iro no Kimi to (マシュマロ色の君と) |  |
| 3. | WONDERFUL JOURNEY (Instrumental)                |  |
| 4. | Song for smiling (Instrumental)                 |  |

| 1. | WONDERFUL JOURNEY                |  |
| 2. | Song for smiling                 |  |
| 3. | WONDERFUL JOURNEY (Instrumental) |  |
| 4. | Song for smiling (Instrumental)  |  |

| 1. | WONDERFUL JOURNEY Music Clip |  |

| 1. | Song for smiling (『TOKYO IDOL FESTIVAL 2012』 8.04@HOT STAGE LIVE Eizo) |  |